# Hylaeus rugicollis
Hylaeus rugicollis är en biart som beskrevs av Morawitz 1873. Hylaeus rugicollis ingår i släktet citronbin, och familjen korttungebin. Inga underarter finns listade i Catalogue of Life.